# Jean-Philippe Rohr
Jean-Philippe Rohr (Metz, 23 dicembre 1961) è un ex calciatore francese, di ruolo centrocampista.

## Carriera
Vinse una Coppa di Francia nel 1984 ed un campionato francese nel 1988 con il Monaco. Nel 1984 ottenne anche la medaglia d'oro alle Olimpiadi con la nazionale francese.

## Palmarès

### Club
- Campionato francese: 1

Monaco: 1987-1988
- Coppa di Francia: 1

Metz: 1983-1984

### Nazionale
- Oro olimpico: 1

Los Angeles 1984